# Rakaca-víztározó
A Rakaca-víztározó (Rakacai tó) Borsod-Abaúj-Zemplén vármegyében, Meszes, Martonyi és Szalonna községek között fekszik, területe közel 200 hektár. A mesterséges tavat a Rakaca-patak felduzzasztásával hozták létre. A Rakaca-víztározó létrehozásának idején az ország legnagyobb mesterséges tava volt. A 3 kilométer hosszú tó vízgyűjtő területe 250 négyzetkilométer, vízfelülete közel 190 hektár, mintegy 5,5 millió köbméter vizet tud befogadni. Átlagos vízmélysége 4–6 méter, mélyebb részein akár a 10 métert is eléri. A tározó szilárd aljzatú, helyenként vékony iszapréteg borítja. A völgyzáró gáttal kialakított mesterséges tó az aszályos nyári időszakokban is állandó vízmennyiséggel táplálja a Bódva folyót. Déli partja festői látványt nyújt, hiszen közvetlenül erdővel érintkezik. A tó mint rekreációs terület nagyon közkedvelt, a tározó körül üdülőhelyek épültek, a térség egyik fontos és népes üdülőhelyévé vált.

## Építése
Az 1950-es évek közepén a borsodi iparvidék, valamint Ózd és Kazincbarcika növekvő vízigényeinek kielégítésére megindult a Borsodi Vízellátási Rendszer tervezése és több lépcsőben történő kiépítése. A geológiai és szerkezettani vizsgálatok eredményeként a víztározó helyét 1957 őszén a Rakaca-patak völgyének teknő alakú, Meszes és Szalonna közötti szakaszán jelölték ki. 1958-ban kezdődött meg a 850 méter hosszú, 8 méter magas völgyzárógát építése, amely mintegy 135 ezer köbméter agyagból készült.
A gátat függőlegesen beépített, homokos kavicsszivárgó választja ketté, megelőzve az alvízi oldal átnedvesedését. A gátkorona szélessége 4,3 méter, rajta aszfaltozott út található. A zsilippel szabályozható leeresztési kapacitás 10 köbméter/másodperc, árvizek esetén pedig 40 köbmétert vezet le automatikusan, egy toronyszerű szifon segítségével. Az árapasztó szifonok automatikus üzemmel, 30 centiméteres vízszintingadozás mellett vezetik le az árvizet, ami Meszes község árvízvédelmét is szolgálja. Nagyobb árvizek vagy szifonhiba esetén a vizet egy 30 méter hosszú bukó vészkiömlőn keresztül, a gát alatti rétre vezetik ki.

## Települések
A tározó közvetlen vonzáskörzetében lévő községek: Martonyi, Meszes és Szalonna.

## Növényzet és állatvilág
A Rakacai-tó vize jótékony hatással van mind a növény-, mind a vízi élővilágra. A környéket keményfa erdők, gyepek és nádasok borítják. A vízben gyakoriak a különböző hínárnövények, míg a sekélyebb részeken mocsári fajok is megjelennek. A legjellegzetesebb növények közé tartoznak a víziboglárka-fajok, a nagy tüskéshínár és az imbolygóbékaszőlő.
A víztározó nádasai és gyékényesei számos madárfaj számára biztosítanak fészkelőhelyet. Nagy számban költ itt például a búbos vöcsök és a kis vöcsök, valamint a nádasok lakói közé tartozik a törpegém, a bölömbika és a barna rétihéja is. A sűrű növényzet közt számos kisebb nádi énekesmadár is megtalálható, mint a nádirigó, a foltos és cserregő nádiposzáta, a nádi sármány és a nádi tücsökmadár.

## Horgászat, halállomány
A tározóban jelentős állománya él a következő halfajoknak: ponty, amur, süllő, csuka, harcsa, balin, domolykó, keszeg félék, kárász. Törpeharcsa mentes. A tavon a következő rekordfogások születtek: busa – 68 kg, ponty – 19 kg, süllő – 12 kg, dévér – 5,02 kg.

## Képgaléria

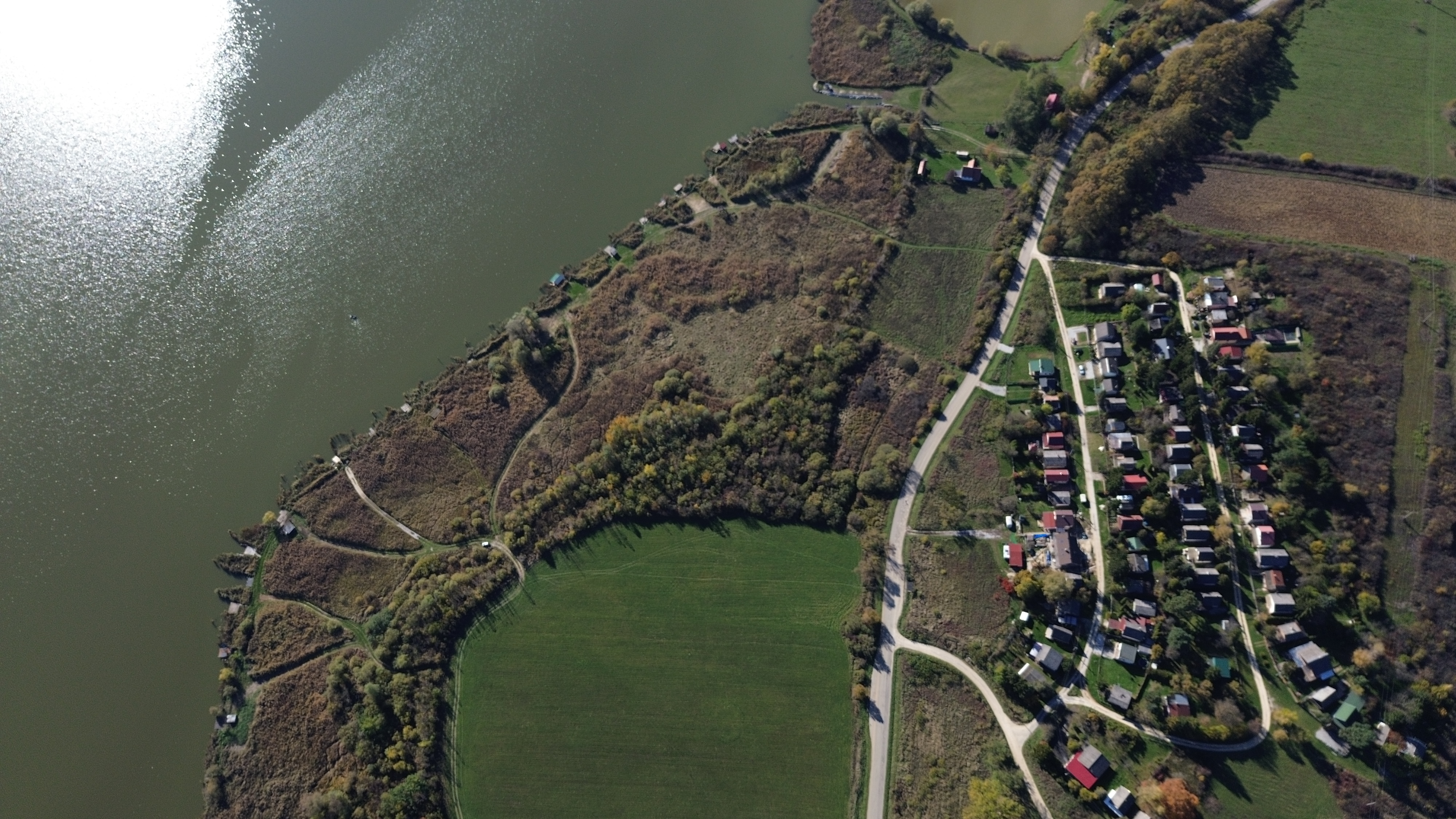
Rakaca-víztározó északi partvonala üdülőkkel
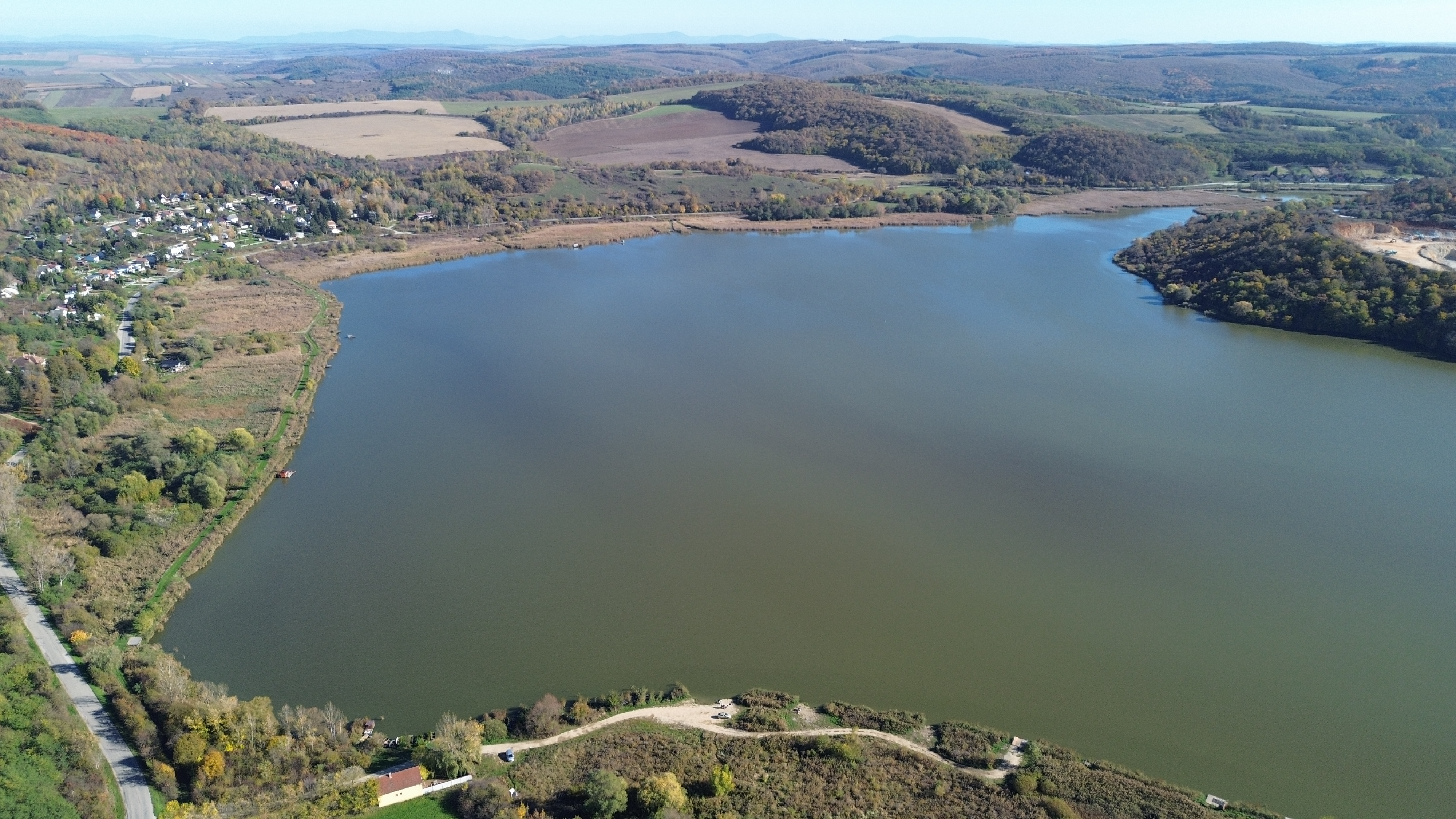
Rakaca-víztározó keleti része
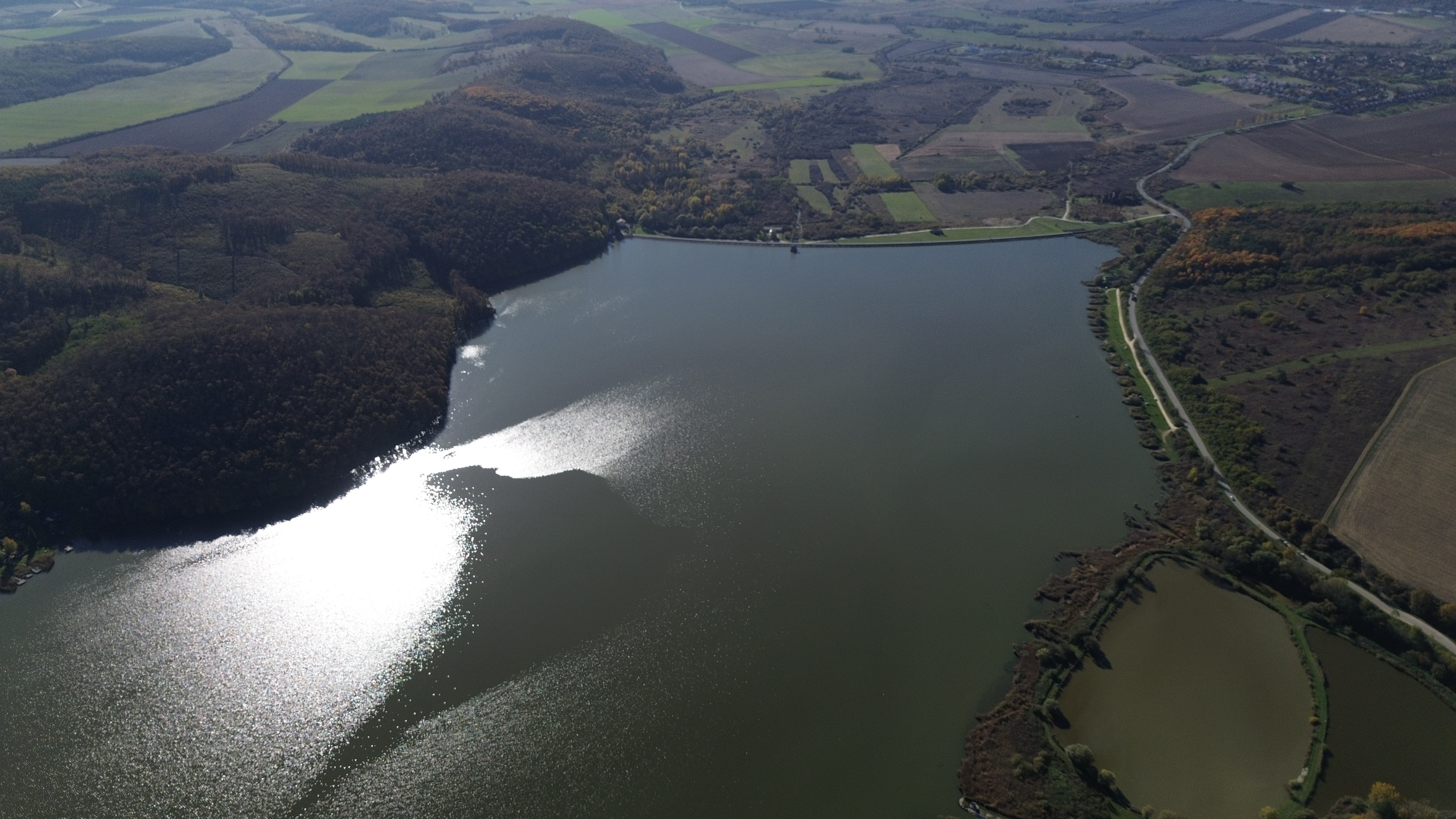
A Rakaca-víztározó nyugati része a gáttal